# St. Bonifatius (Ungedanken)

St. Bonifatius (Ungedanken)

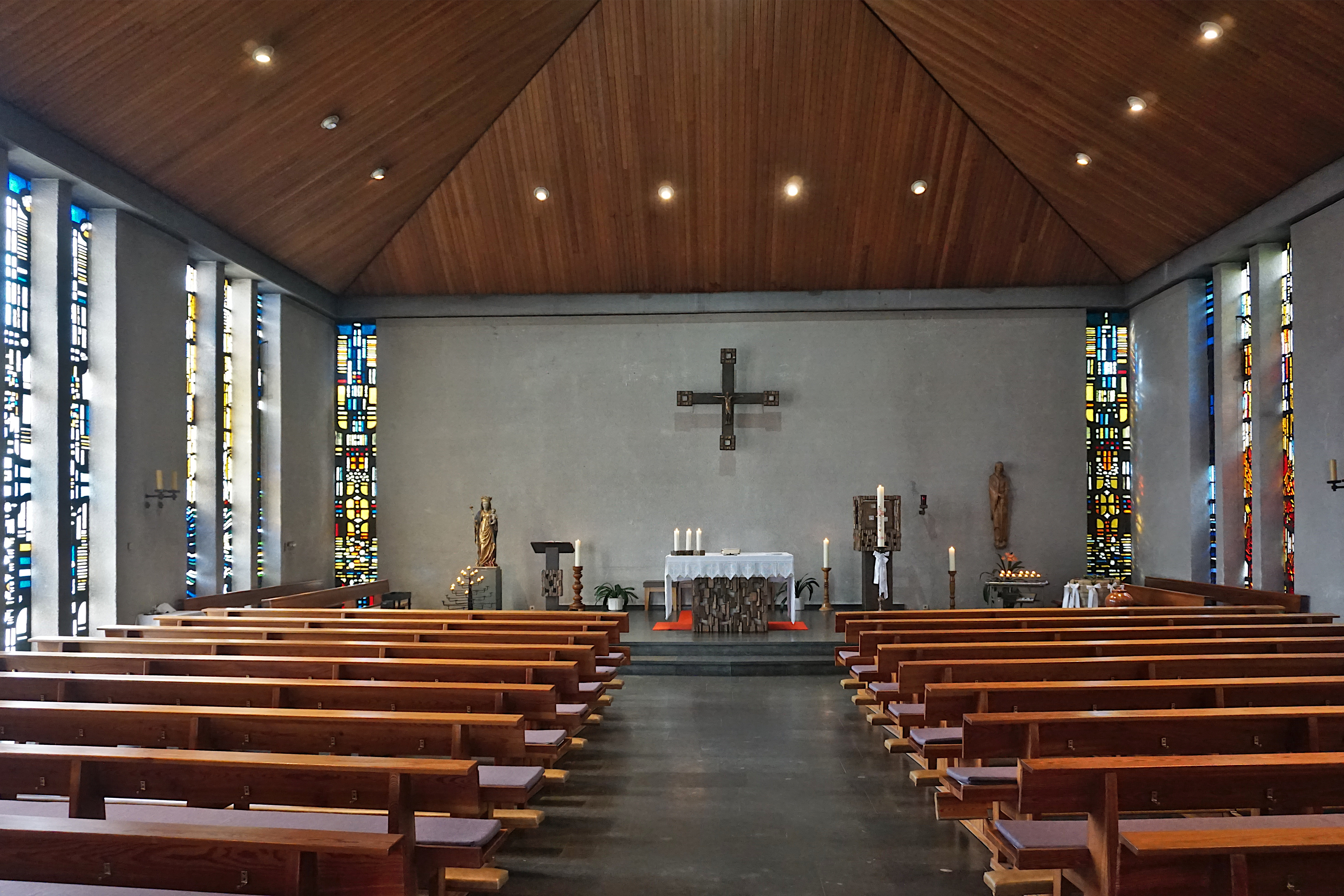
Der Innenraum der Kirche

Die katholische Filialkirche St. Bonifatius ist ein denkmalgeschütztes Kirchengebäude in 
Ungedanken, einem Stadtteil von Fritzlar im Schwalm-Eder-Kreis (Hessen). Die Filialkirche gehört zur Domgemeinde St. Peter (Fritzlar) im Pastoralverbund St. Brigida Schwalm-Eder-Fulda im Dekanat Fritzlar des Bistums Fulda.

## Beschreibung
Vom Vorgängerbau von 1392 blieb der Chorturm erhalten. Seine schiefergedeckte, glockenförmige Haube mit kleinen Dachgauben, den achteckigen Aufsatz mit Klangarkaden und die kleine bauchige Haube als Abschluss erhielt er 1754/55. Das alte Kirchenschiff wurde 1972 abgerissen und der Grundstein wurde am 30. Juli 1972 für die neue Kirche nach einem Entwurf von Johannes Reuter gelegt, die am 14. Oktober 1973 eingeweiht wurde. Der Chorturm steht jetzt als Campanile abseits. Das rechteckige Kirchenschiff ist mit einem Walmdach bedeckt. Das Portal befindet sich an der Nordseite, über ihm befindet sich eine von Hubert Hartmann gestaltete Statue des Bonifatius. Die Fenster hat Alois Plum entworfen. Der Altar hat seinen Platz an der Südseite. Im Norden befindet sich eine kleine Empore für die Orgel. Hubert Hartmann hat auch den Altar, das Altarkreuz, den Tabernakel, den Ambo und die Sedilien gestaltet.